# Juan Jacobo Fernández
Santo y mártir Juan Jacobo Fernández y Fernández, O.F.M., (Piñor, 25 de julio de 1808 - † Damasco, 10 de julio de 1860) Religioso franciscano gallego que alcanzó el martirio.

## Biografía
Natural de Piñor (Comarca de Carballino), Orense, España.
Uno de los  franciscanos Mártires de Damasco, martirizados por su fe en Cristo. Siete de ellos españoles y un austriaco, junto a tres maronitas seglares fueron asesinados el 9 de julio de 1860 y beatificados el día 10 de octubre de 1926 por el Papa Pío XI. Juan Jacobo tomó el hábito franciscano como lego en el convento de Herbón, no era sacerdote. En su martirio fue precipitado desde el tejado de la iglesia. Aún vivo suplicó a Dios con fervor que aceptase su sacrificio, hasta que con una cuchillada lo remataron.
Desde entonces los nombres de sus compañeros y beatos Manuel Ruiz López, Carmelo Bolta Bañuls, Engelberto Kolland, Nicanor Ascanio, Pedro Nolasco Soler, Nicolás María Alberca, Francisco Pinazo Peñalver y Juan Jacobo Fernández son venerados en los Altares. Su memoria  litúrgica se celebra cada 10 de julio.
El 20 de octubre de 2024 fue canonizado juntos con otros santos por el Papa Francisco.